# Самосюк, Галина Фёдоровна
Гали́на Фёдоровна Самосю́к (29 сентября 1931, пос. Молочное, Вологодская область — 7 марта 2018, г. Саратов) — советский и российский литературовед, кандидат филологических наук (1971), с 1975 года — доцент СГУ им. Н. Г. Чернышевского, утверждена в звании в 1979 году.

## Биография
В 1954 году с отличием окончила филологический факультет СГУ им. Н. Г. Чернышевского и по распределению была направлена в Рахмановскую среднюю школу Клинцовского (ныне Пугачёвского) района, где успешно работала в течение двух лет (вела русский язык и литературу, логику и психологию в старших классах). В 1956 году вернулась в Саратов и поступила в аспирантуру, которую окончила в 1960 году. В 1971 году защитила кандидатскую диссертацию «М. Е. Салтыков-Щедрин в „Современнике“: к истории внутриредакционных отношений 1862—1864 гг.» (СГУ им. Н. Г. Чернышевского, научный руководитель Е. И. Покусаев). С 1960 года Галина Фёдоровна работает на кафедре истории русской литературы и фольклора СГУ, сначала как ассистент, с 1972 года — старший преподаватель, а с 1975 года — доцент.

## Научная и преподавательская деятельность
Научные интересы Г. Ф. Самосюк сформировались под влиянием семинаров М. Н. Бобровой, Ю. Г. Оксмана, Е. И. Покусаева, общих и специальных лекционных курсов Ю. Г. Оксмана, Е. И. Покусаева, А. П. Скафтымова и др. Она выпускница спецсеминара профессора Покусаева. Особое место в научной деятельности Г. Ф. Самосюк занимает текстологическая, источниковедческая и комментаторская работы. Первым опытом научного комментирования молодого исследователя Г. Ф. Самосюк стала работа над воспоминаниями в двухтомнике «Н. Г. Чернышевский в воспоминаниях современников» (Саратов, 1958—1959, редактор Ю. Г. Оксман). Затем Г. Ф. Самосюк принимала участие в подготовке научного аппарата и текстов Собрания сочинений М. Е. Салтыкова-Щедрина в 20 томах (под общ. ред. С. А. Макашина). Она составила «Летопись жизни и деятельности М. Е. Салтыкова-Щедрина, 1879—1881» (Саратов, 1990), работа была отмечена Институтом мировой литературы РАН. Впервые в литературоведении собрала, подготовила и прокомментировала издание «Современники о В. М. Гаршине: воспоминания» (Саратов, 1977) и др. Как текстолог, источниковед и комментатор она прошла блестящую школу Ю. Г. Оксмана, С. А. Макашина, М. П. Алексеева, Н. В. Измайлова, В. Н. Турбина, Д. П. Николаева и других учёных.
Г. Ф. Самосюк — автор ряда крупных научных работ. Она входила в состав редколлегии и участвовала как редактор в подготовке сборников «Н. Г. Чернышевский: статьи, исследования и материалы», «В. М. Гаршину посвящается: к 150-летию со дня рождения», «Родовые гнёзда русских писателей XIX в.: альбом» и др.
 В сфере научных интересов Г. Ф. Самосюк:
- История русской литературы IX—XX веков;
- История русской литературной критики XIX—XX веков;
- История русской поэзии XIX века;
- Проблемы и вопросы творчества М. Е. Салтыкова-Щедрина, Н. Г. Чернышевского, И. С. Тургенева, Ф. М. Достоевского, В. М. Гаршина, Н. С. Лескова;
- Литературная критика и журналистика 1840—1880-х годов;
- Детская литература;
- Литературное краеведение;
- Библия в русской литературе.

Значительное место в научных изысканиях Галины Фёдоровны занимает литературное краеведение. Следует назвать, в первую очередь, серию очерков в сборнике «Русские писатели в Саратовском Поволжье» (под ред. Е. И. Покусаева, Саратов, 1964); материалы о М. Е. Салтыкова-Щедрине в Саратовской губернской печати; аналитический обзор откликов «Саратовского листка» и «Саратовского дневника» на жизнь, творчество и смерть Н. С. Лескова; статьи об А. Н. Пыпине и Н. Г. Чернышевском и выступления о них на юбилейных конференциях; краеведческое исследование «Саратов в судьбе Л. И. Гумилевского» и др.
В разные годы Галина Фёдоровна Самосюк читала курсы лекций по древнерусской литературе, истории русской литературы XVIII и XIX веков, истории литературоведения, детской литературе, специальные курсы «Литературно-критическая деятельность М. Е. Салтыкова-Щедрина», «Сказки М. Е. Салтыкова-Щедрина», «В. М. Гаршин и его литературные современники», «Внутриредакционные отношения в „Современнике“ начала 1860-х годов», «„Слово о полку Игореве“ в культуре его времени», «Библия в русской литературе» и др. Под её руководством на филологическом факультете работает спецсеминар «М. Е. Салтыков-Щедрин и его литературные современники».
В 1980-е годы руководила педагогической практикой студентов.
Г. Ф. Самосюк — активный участник международных конференций и рабочих групп по подготовке и изданию наследия русской литературы за рубежом. Например, в 2000 г. совместно с группой Оксфордского университета Г. Ф. Самосюк подготовила ряд публикаций о В. М. Гаршине и его исследователе, выдающемся литературоведе Ю. Г. Оксмане в международном трехтомном сборнике «В. М. Гаршин на рубеже веков». С 2007 года организует и ведет Лихачёвские чтения Института филологии и журналистики СГУ им. Н. Г. Чернышевского.

## Культурно-просветительская деятельность
Галина Фёдоровна Самосюк выступала с лекциями и беседами в саратовских школах, библиотеках, музеях, заседаниях саратовского отделения Общества «Знание» и была его председателем. Она состояла членом Ученого Совета Дома-музея Н. Г. Чернышевского. Г. Ф. Самосюк — участник и соорганизатор Научных чтений, посвященных памяти литературоведа, доктора филологических наук, профессора СГУ им. Н. Г. Чернышевского Е. И. Покусаева.